# Chiripha orestera
Chiripha orestera är en fjärilsart som beskrevs av Willie Horace Thomas Tams 1930. Chiripha orestera ingår i släktet Chiripha och familjen nattflyn. Inga underarter finns listade i Catalogue of Life.